# Velenice (Nymburki járás)
Velenice település Csehországban, a Nymburki járásban. Velenice Úmyslovice, Podmoky, Senice, Městec Králové és Činěves településekkel határos. Lakosainak száma 216 fő (2024. január 1.).

## Népesség
A település lakosságának változását az alábbi diagram mutatja:
| Lakosok száma | 749  | 722  | 620  | 370  | 245  | 204  | 200  | 199  | 204  | 216  |
|               | 1869 | 1890 | 1921 | 1950 | 1980 | 2001 | 2017 | 2019 | 2022 | 2024 |